# 15-cm-schwere Feldhaubitze
Die schwere Feldhaubitze  (kurz: sFH) mit einem Kaliber von 15 cm war ein mit Kabinettsorder (A.K.O.) vom 24. Mai 1893 bei den deutschen Armeen zur Einführung befohlenes Geschütz, das bis zum Ende des Ersten Weltkrieges im Truppengebrauch blieb. Die heute (unter Bezugnahme auf die genannte A.K.O.) auch gebrauchte Bezeichnung „15-cm-sFH 93“ ist erst vor einigen Jahren aufgekommen, als man offenbar der irrigen Meinung war, „schwere Feldhaubitze“ sei ein Oberbegriff, der zur näheren Spezifizierung grundsätzlich des Einführungsjahres bedürfe. Die Bezeichnung ist umso verfehlter, als das Geschütz erst seit 1900, also 7 Jahre nach der Einführung, die Bezeichnung „schwere Feldhaubitze“ trägt.

## Geschichte
In der zweiten Hälfte des 19. Jahrhunderts sahen sich die Heere aller Länder mit der erheblich gesteigerten Feuerwirkung der Hinterlader-Waffen konfrontiert: Sowohl die Zielgenauigkeit wie auch die Schussentfernungen wuchsen von Jahrzehnt zu Jahrzehnt.
Dies führte dazu, dass die Truppe sich durch Schaffung von Deckungen immer mehr dem feindlichen Feuer zu entziehen versuchte. Die Armee Österreich-Ungarns führte 1870 als erste für jeden Soldaten tragbares Schanzzeug ein, andere Armeen folgten rasch (Deutschland 1874). Jetzt wurden für die Artillerie Geschütze verlangt, die nicht nur im direkten Schuss, sondern insbesondere auch im Bogenschuss Feldbefestigungen, aber auch ständige Befestigungen zerstören konnten. Diese Geschütze mussten nicht nur (wie bisher) bei der Belagerungsartillerie eingesetzt werden, sondern waren auch im Feldheer mitzuführen. Im Gegensatz zur Belagerungsartillerie war daher rasche Feuerbereitschaft erforderlich: Einlastiger Zug, Verzicht auf den zeitraubenden Bau von Bettungen. Krupp stellte 1890 ein neues Geschütz vor, das diese Anforderungen erfüllte: die 15-cm-Stahlhaubitze. Ab etwa 1894 zur Auslieferung gelangt, löste sie die bis dahin bei der Fußartillerie verwendeten Geschütze 15-cm-kurze Kanone C/69, 15-cm-Mörser und 15-cm-langer Mörser ab.
Jetzt galt es, dieses Geschütz nicht nur für Belagerungszwecke, sondern auch in der Feldschlacht verwendbar zu machen: Die Festungs- oder Fußartillerie hatte bislang keinerlei Bespannung. Geschütze, Bettungen und Munition wurden mit der Eisenbahn in die Nähe ihres Einsatzortes gebracht und dann mit Pferden, die entweder im Lande beschlagnahmt oder von anderen Truppenteilen ausgeborgt waren, in die vorbereiteten Stellungen gezogen. Aus diesen Stellungen nahmen die Geschütze -wieder immobil- den Feuerkampf auf. Es wurde daher vorgesehen, mit 15-cm-Haubitzen ausgestatteten Formationen im Kriegsfall auszuhebende Bespannung zuzuteilen. Ab 1900 erhielt das Geschütz die Bezeichnung schwere Feldhaubitze (sFH), dadurch war klargestellt, dass es auch in der Feldschlacht eingesetzt werden konnte. Es war vorgesehen, dass etlichen (nicht allen!) Armeekorps im Mobilmachungsfall ein Fußartillerie-Bataillon, bestehend aus vier Batterien zu je 6 sFH, dazu eine Munitionskolonnen-Abteilung zu 8 Munitionskolonnen, zugeteilt wurde.
Im Rahmen der Niederschlagung des Boxeraufstandes in China wurde 1900 ein „Ostasiatisches Bataillon schwerer Feldhaubitzen“ zu 2 Batterien mit je 4 sFH aufgestellt, die 1. Batterie am 27. Juli 1900 von Bremerhaven nach China verschifft. Sie traf am 6. September auf der Außenrede von Taku ein. Kurz danach ausgeschifft, bestand die Aufgabe der Batterie darin, die ca. 15 km nördlich von Taku gelegenen Befestigungen an der Mündung des Peitang-Flusses bei dem gleichnamigen Dorf Peitang im Zusammenwirken mit russischer schwerer Artillerie sturmreif zu schießen. Dies gelang auch am 20. September 1900, wobei die deutschen Steilfeuergeschütze wesentlichen Anteil am Erfolg hatten. Die am 9. November 1900 aus Deutschland in China eintreffende 2. Batterie kam nicht mehr zum Einsatz. Nach Beendigung der Kämpfe wurde das Bataillon wieder aufgelöst.
Ab etwa 1903 wurde die sFH durch das Nachfolgegeschütz, die 15-cm-schwere Feldhaubitze 02, in den aktiven Truppenverbänden ersetzt.

## Technische Beschreibung

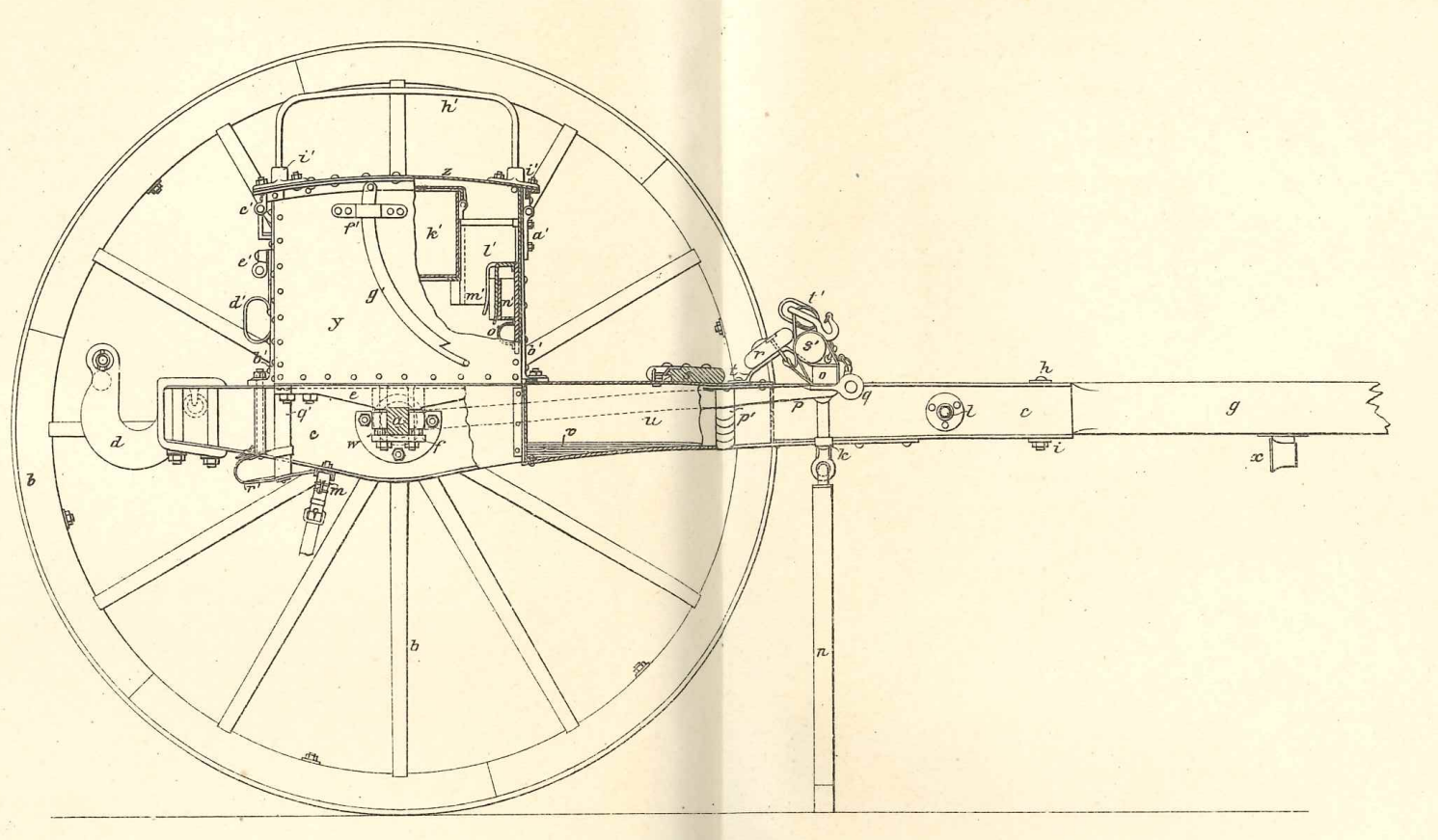
Die Protze zur Fahrbarmachung der Feldhaubitze.

Das Rohr hatte keinen Rücklauf, die Lafette noch keinen Schutzschild. Das Rohr hatte einen Querkeilverschluss. Die Lafette war starr, ein seitliches Richten des Rohres war nur durch Drehung des ganzen Geschützes möglich. Da das Geschütz in Fahrstellung ein Gewicht von unter drei Tonnen hatte, konnte es in nur einer Last im sechsspännigen Zug gefahren werden. Für den Transport wurde das Geschütz an eine Protze eingehängt, welches dann von den Pferden gezogen wurde. Die Bedienung bestand aus dem Geschützführer und 5 Kanonieren, hinzu traten 5 Munitionsschützen.

## Munition
Die übliche Munition war die 42,3 kg wiegende Sprenggranate 88, später abgelöst durch die leichtere Sprenggranate 12 (40,8 kg). Das Geschütz konnte auch die im Ersten Weltkrieg für das Nachfolgemodell (sFH 02) entwickelten Munitionsarten verschießen.

## Einsatz im Ersten Weltkrieg

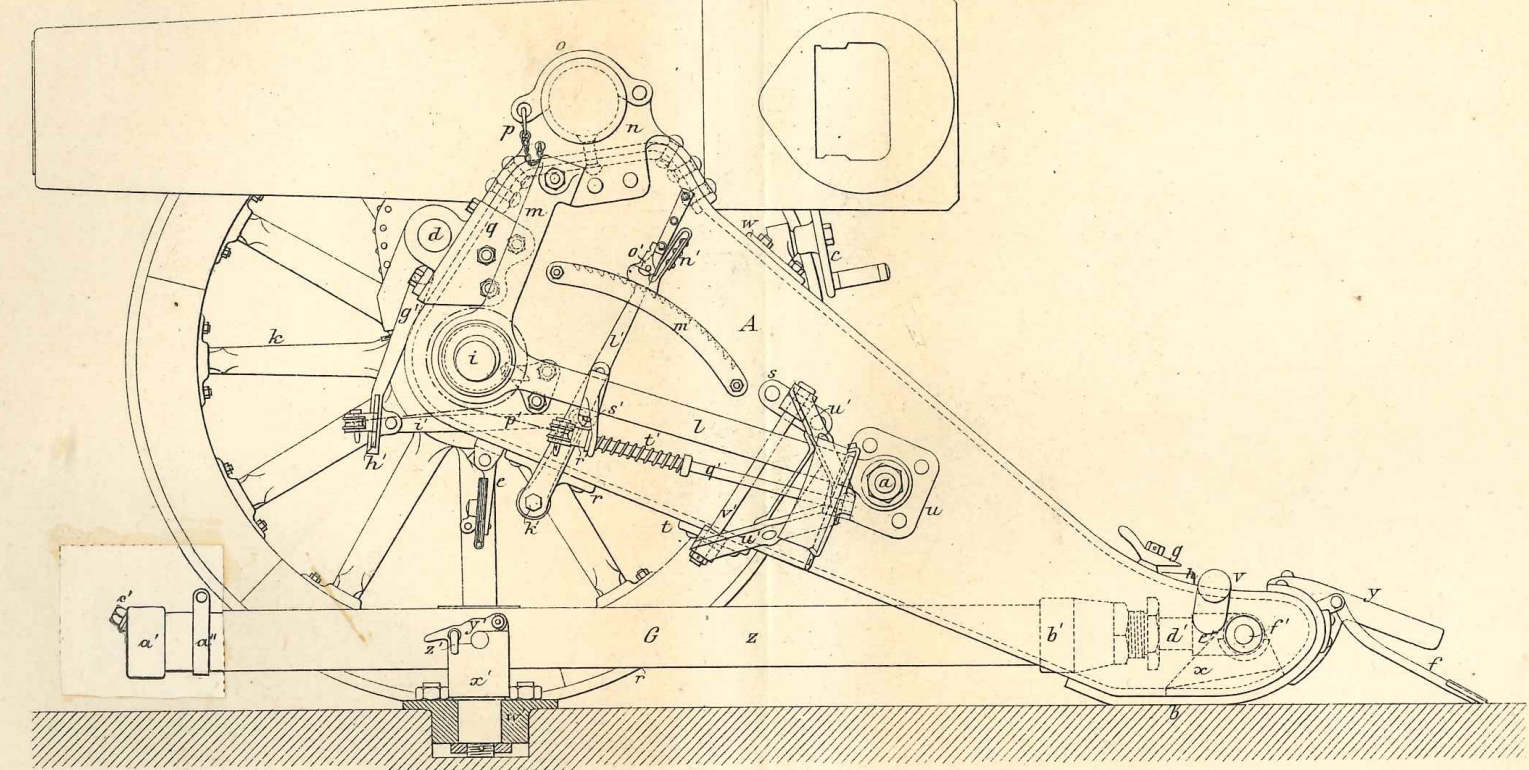
Lafette der schweren Feldhaubitze

Bei Ausbruch des Ersten Weltkrieges waren in den Artillerie-Depots der deutschen Festungen noch 1062 sFH vorhanden, weitere 3 Stück waren beim Ostasiatischen Marine-Detachement in Peking, das angesichts der drohenden Kriegsgefahr in den letzten Julitagen 1914 in das deutsche Pachtgebiet Kiautschou verlegte und anschließend bei der Verteidigung von Tsingtao zum Einsatz kam.
Aus den obigen Materialbeständen wurden einige der bei Mobilmachung aufgestellten Reserve-Formationen mit der sFH ausgestattet: I.Btl./1.Garde-Res-Fußart.-Rgt., (für Festung Königsberg), I.Btl./2.Garde-Res-Fußart.-Rgt. (für Festung Thorn), II.Btl./Res-Fußart.-Rgt.5 (für Festung Posen). Ebenso erhielten alle 24 bei Mobilmachung aufgestellten Landwehr-Fußartillerie-Bataillone als Geschützausstattung die sFH: Alle vorgenannten Bataillone bestanden jeweils aus Stab, 4 schießenden Batterien und einer Parkkompagnie. Die Batterien umfassten jeweils 6 unbespannte sFH, ferner einen Vorrats- und einen Schmiedewagen, an bespannten Fahrzeugen gab es lediglich einen vierspännigen Beobachtungswagen, einen Pack- und einen Lebensmittelwagen (beide zweispännig). Jede Batterie hatte eine Sollstärke von 5 Offizieren und 186 Unteroffizieren und Mannschaften, 7 Reit- und 8 Zugpferden. Wollte die Batterie innerhalb der Festung eine andere Feuerstellung beziehen oder sich mit Munition versorgen, mussten die dazu erforderlichen Pferde und Fahrzeuge (wie noch 1870/71) bei anderen Truppenteilen ausgeborgt werden.
Da – von wenigen kurzzeitigen Ausnahmen abgesehen – deutsche Festungen nirgends angegriffen wurden, wurden die Bataillone bald zur Belagerung feindlicher Festungen abtransportiert. Als sich im Herbst 1914 die Fronten festfuhren und der Stellungskrieg einsetzte, kamen sie auch an die Front und wurden, batterie- und halbbataillonsweise, auf die einzelnen Armeekorps verteilt, eingesetzt. Im Laufe des Jahres 1915 wurden aus in den Festungen verbliebenen Landsturm- und Ersatzformationen mehrere hundert weitere „überplanmäßige“ unbespannte Fußartillerie-Batterien aufgestellt, die mit diversen meist älteren Geschützen (auch zahlreichen Beute-Geschützen) ausgestattet wurden. Darunter befanden sich auch etliche mit sFH ausgerüstete Batterien. Die Schussweite der sFH war zwar mit 6 km relativ gering. Da das Geschütz indessen im Steilfeuer aus verdeckten Stellungen wirken konnte, konnte es auch in nahe der Front gelegenen Hinterhangstellungen gegen feindlichen Artilleriebeschuss sicher aufgestellt werden. Dass den Batterien die Bespannung fehlte, war im Stellungskrieg kein merklicher Nachteil. Zum Munitionsersatz konnte man auf die Kolonnen benachbarter bespannter Einheiten zurückgreifen, im Übrigen war aufgrund der im Herbst 1914 eingetretenen Munitionskrise mit Munition ohnehin sparsam umzugehen. Insoweit wirkte sich auch die geringe Feuergeschwindigkeit aufgrund fehlenden Rohrrücklaufs nur bedingt negativ aus.
Insgesamt dürften in den Jahren von 1915 bis 1916 rund 150 sFH-Batterien im deutschen Heer vorhanden gewesen sein, was bedeutete, dass auf den Frontabschnitt jeder Division im Schnitt etwa eine sFH-Batterie kam. Mit ihren Geschossen von 40-45 kg Gewicht (dem Fünf- bis Sechsfachen der normalen Feldkanone) waren sie in der Lage, im Falle feindlicher Angriffe das Sperrfeuer erheblich zu verstärken. Ab 1916 wurden die Geschütze vermehrt durch neuere Modelle (sFH 02, sFH 13) ersetzt, aber im Oktober 1918 waren immerhin noch 29 mit sFH ausgestattete Batterien im Einsatz.
Da die Reichswehr (bis auf ganz wenige Ausnahmen) schwere Geschütze aufgrund des Friedensvertrages von Versailles nicht führen durfte, wurden die am Ende des Ersten Weltkrieges noch vorhandenen Geschütze verschrottet.
Heute befindet sich noch eine schwere Feldhaubitze in der Lehrsammlung der Artillerieschule in Idar-Oberstein. Weitere im Ersten Weltkrieg erbeutete Geschütze sind vor allem im (ehemaligen) britischen Herrschaftsbereich in Museen und auf Denkmälern zu sehen.

## Bewertung des Geschützes
Vergleichbare Geschütze in anderen Staaten gab es in den 1890er Jahren eigentlich nicht:
- Ein erstes für den Feldgebrauch eingeführtes Geschütz mit gleichem Kaliber war der russische 6-Zoll-Feldmörser M 1883. Auch er war ursprünglich eine Konstruktion der Fa. Krupp, mit einem Gewicht von  1,1 to in Feuerstellung erheblich leichter als die sFH, schoss allerdings auch nur 3,2 km weit, bis 1900 entstanden knapp 100 Stück[15].
- Das französische Heer kannte auch bereits vor dem Ersten Weltkrieg den Begriff der schweren Feldartillerie (artillerie lourde de campagne), hierzu zählte die canon 120 C M.1890, ein mit 1475 kg in Feuer- und 2355 kg in Fahrstellung zwar etwas leichteres Geschütz als die sFH, das aber auch mit 12 cm ein geringeres Kaliber und mit 5700 m eine geringere Schussweite hatte. 1914 waren von diesem Geschütz 210 Stück vorhanden[16].
- Am nächsten kommt der sFH die im österreichisch-ungarischen Heer eingeführte 15-cm-schwere Feldhaubitze M99/04, ein von der Firma Skoda entwickeltes Geschütz ohne Rohrrücklauf mit einem Gewicht von 2600 kg in Feuerstellung, einlastig gefahren, dessen Schussweite 5,8 km betrug[17]. 1914  hatte jede Infanteriedivision des österreichischen Heeres zwei Batterien zu 4 schweren Feldhaubitzen[18]. Obwohl etwa 10 Jahre jünger als die sFH, wies dieses Geschütz schlechtere Leistungen bei höherem Gewicht auf.